# Arquebisbat d'Arle
El bisbat i després arquebisbat d'Arle fou una antiga diòcesi catòlica que tenia seu a la ciutat d'Arle, a Provença. L'arquebisbat d'Arle fou suprimit i incorporat a l'arxidiòcesi d'Ais de Provença el 1822, oficialment anomenada de llavors ençà arxidiòcesi d'Ais-Arle-Embrun) i ja no fou metropolitana.

## Concilis
El primer Concili d'Arle es va fer el 314, per tal de posar un final a la controvèrsia donatista. Els bisbes de la part occidental de l'imperi, incloent-hi tres des de la Gran Bretanya, i van anar. Confirmava els acords del Concili de Roma (313), és a dir reconeixia la validesa de l'elecció de Cecilià de Cartago i confirmava l'excomunicació de Donat de Casae Nigrae. Els seus vint-i-dos cànons, que tractaven sobre diversos abusos que s'havien introduït a vida eclesiàstica des de la persecució de Dioclecià (284-305), estan entre els documents més importants de la primitiva legislació eclesiàstica.
Un concili celebrat el 353, i al qual assistiren, entre d'altres, dos llegats papals, fou clarament arrià en la seva actitud. Els llegats van intentar rebutjar la comunió a Sant Atanasi d'Alexandria i van refusar condemnar a Arri, un acte que va omplir al papa Liberi I del dolor.
Un concili es va celebrar el dia d'Any Nou del 435, per resoldre les diferències que havien sorgit entre l'abat de Lérins i el bisbe de Fréjus.
En el sínode de 443 (452), assistit també per bisbes de províncies veïnes, es van formular cinquanta-sis cànons, principalment repeticions de decrets disciplinaris anteriors. Els neòfits s'excloïen d'ordres importants; s'exigia que els homes casats que aspiraven al sacerdoci prometessin una vida de continència, i es prohibia que es consagrés un bisbe sense l'ajuda de tres altres bisbes i el consentiment del metropolità.
Un concili el 451, celebrat després del tancament del Concili de Calcedònia aquell mateix any, enviava la seva adhesió a la "Epistola dogmatica" del Papa Lleó I, escrita per Flavià de Constantinoble.
En relació al conflicte entre la seu arquebisbal de Viena i la d'Arle, es va celebrar un concili a aquesta darrera ciutat el 463, que va mostrar una carta famosa de sant Lleó I.
Entre 475 i 480 un altre concili fou convocat i hi van assistir trenta bisbes; al concili es van condemnar els ensenyaments del sacerdot Lucidus.
En 524 es va fer un concili sota la presidència de Sant Cesari d'Arle; els seus cànons tracten principalment del conferiment d'ordres. Un cert nombre d'obres de Cesari d'Arle han estat publicat a les fonts cristianes.
Poc se sap dels concilis de 554 i 682.
Els usos litúrgics d'Arle eren recomanats pel papa Gregori el Gran com a model per Agustí de Canterbury.
Un important concili es va celebrar el 813, a instàncies de Carlemany, per a la correcció d'insults i el restabliment de la disciplina eclesiàstica. Els seus decrets insisteixen en una educació eclesiàstica suficient de bisbes i sacerdots, en l'obligació dels dos per predicar sovint a la gent i per instruir-los en la fe catòlica, en l'obligació de pares d'instruir els seus fills, etc.
El 1034 un concili a Arle buscava el restabliment de la pau, la restauració de la fe cristiana, el despertar al cor popular d'un sentit de bondat divina i una saludable por a la consideració de mals passats.
Des de 1080 a 1098, Aicard va continuar exercint com a bisbe tot i que se l'havia deposat. Fou seguit al tron episcopal per Gibelí de Sabran, que després fou Patriarca Llatí de Jerusalem.
El 1236 un concili tingut sota la presidència de Jean Baussan, Arquebisbe d'Arle, va emetre vint-i-quatre cànons, principalment contra l'heretgia albigesa predominant, i per a l'observança dels decrets del Concili del Laterà de 1215 i del de Tolosa el 1229. La inspecció detallada de les seves diòcesis fou recomanada als bisbes, com a remei contra l'extensió de l'heretgia; els testaments es declararen nuls llevat que es fessin en presència del rector. Aquesta mesura, que apareix també en altres concilis, estava destinada a evitar disposicions testamentàries a favor d'heretges coneguts.
El 1251, Joan, arquebisbe d'Arle, va celebrar un concili prop d'Avinyó (Concilium Insculanum), i entre els tretze cànons del qual n'hi ha un que diu que el patrocinador en el baptisme havia de donar només la bata blanca en la qual l'infant era batejat.
El 1260 un concili celebrat per Florentí, arquebisbe d'Arle, va decretar que la confirmació s'havia de rebre dejunant, i que en diumenges i festes els religiós no haurien d'obrir les seves esglésies al fidel, ni predicar a l'hora de la missa de la parròquia. El laic hauria de ser instruït pels seus rectors. El religiós també hauria de freqüentar el servei parroquial, pel bon exemple. Aquest consell també condemnava les doctrines d'esteses a l'estranger sota el nom de Joaquim de Fiore.
El 1275, vint-i-dues observances anteriors foren promulgades de nou a un Concili a Arle.

## Història
Quan es va fundar el bisbat no se sap, però fou un dels primers de la Gàl·lia; segurament fou el segle iii, ja que sant Tròfim que va exercir vers el 240 és considerat un dels primers bisbes sinó el primer. El bisbat apareix testimoniat per aquesta època en una carta (datada el 254) de Cebrià, bisbe de Cartago, al papa Esteve I (papa 254-257) en defensa dels cristians d'Arle després de les persecucions de Deci (emperador romà), i on s'esmenta el primer bisbe històric, Marcianus (Marcià) del qual Ciprià demanava al papa la deposició per la seva adhesió a les doctrines novacianes. Curiosament aquest bisbe no figura a les llistes redactades segles després i represes a la Gallia Christiana Novissima, segurament per ser un cismàtic. La tradició diu que Tròfim va abjurar de la fe durant les persecucions i fou substituït per Marcià i aquest destituït hauria estat substituït al seu torn per sant Dionís en ruta cap a París. Sant Dionís hauria posat a la seu a sant Règul d'Arle, succeït per Felicíssim; després potser fou bisbe altre cop Tròfim esmentat cap a 280.
Sota Dioclecià a finals del segle iii el territori del bisbat es va limitar a una part de Provença deixant la resta als bisbes de Marsella i Ais de Provença. Fou en aquest temps que el notari sant Genís d'Arle fou martiritzat. El primer Concili d'Arle es va fer el 314, per tal de posar un final a la controvèrsia donatista. Un concili celebrat el 353 fou clarament arrià en la seva actitud a petició de l'emperador. A final del segle es va introduir el priscil·lianisme fins a l'execució de Priscil·lià el 386, i després el felicianisme (de Fèlix de Trèveris): Ingenu d'Arle i després Troferi van donar suport a Fèlix, contra Pròcul de Marsella i Simplici de Viena; al concili de Nimes del 396, organitzat pels felicianistes, només hi van acudir els dos primers.
Al concili de Torí del 401 es va introduir la condició de metròpoli; el 22 de març de 417 el papa Zòsim va designar al bisbe d'Arle amb autoritat metropolitana sobre les tres províncies de la G·àlia Vienesa, Gàl·lia Narbonesa Primera i Gàl·lia Narbonesa Segona. A això es van oposar els bisbes de Marsella i de Narbona; els arguments d'aquests foren escoltats i el papa Bonifaci I ho va derogar el 418; llavors alguns monjos de Lerins foren bisbes d'Arle. Per una imprudència del bisbe Hilari el papa Lleó I va eliminar la vinculació amb Lerins el 445; però el 450 a petició de 19 bisbes, el papa va concedir atribucions de metropolità al bisbe de Viena sobre les diòcesis de Valença, Tarentàsia, Gènova i Grenoble mentre que altres ciutats de la Gàl·lia Vienesa i de la Narbonesa Segona passaven a dependre d'Arle com a metropolitana amb primacia sobre tota la Gàl·lia que encara es mantenia el 492 en una carta del papa Gelasi I.
El 508 Arle fou ocupada per Teodoric el Gran, però després les autoritats romanes van tornar quan els francs i borgonyons van fracassar en el setge de la ciutat; el 513 el papa Simmac va donar a Cesari el dret de portar pal·li, i el 514 el va designar representant papal per la Gàl·lia i Hispània. En aquest segle es va difondre el pelagianisme sota la forma anomenada semipelagianisme que fou acceptada a Orient però rebutjat a occident i en especial per Cesari d'Arle a l'inici del segle vi fins a la condemna dels seus defensors Joan Cassià i Vicenç, monjos de Lerins, al concili d'Aurenja del 529. El 536 Provença va passar als francs i el rei Khildebert I, feia donacions a la diòcesi vers 540; els arquebisbes van esdevenir grans propietaris però al mateix la designació dels arquebisbes la van començar a fer els reis a la segona meitat del segle. El 551 la metròpoli eclesiàstica d'Arle es va engrandir amb el bisbat d'Usès, per decisió reial. Durant aquest segle la diòcesi conservara notable influència i si bé només va celebrar un concili (554) l'arquebisbe en va presidir altres fora de la seu (a París el 552 i 573, a Orleans el 541 i 549, i a algunes ciutats com Mâcon el 581 i 585, Lió el 570 i Valença el 574. Posteriorment fou l'arquebisbe de Lió el que va esdevenir cap de les esglésies de les Gàl·lies.
Al final del segle vii l'església d'Arle va entrar en una forta decadència. Teodosi fou destituït el 650 per mala conducta, en el concili de Chalon. El darrer concili es va fer el 682 i després l'església va tenir molt poca activitat; els patricis es van apoderar dels béns eclesiàstics i la seu va estar probablement vacant algun temps. Carles Martell va repartir els béns eclesiàstics entre els seus leudes i els bisbats en mans de laics es van arruïnar mentre els monestirs eren devastats per bandes de musulmans que devastaven el país al segle viii. La relació de bisbes d'aquesta època és incerta i depèn de les fonts.
El 794 els límits entre les províncies eclesiàstiques d'Arle i Viena foren debatuts i Arle va perdre els bisbats d'Ais de Provença i d'Ambrun que foren elevats a metropolitans, però Arle va conservar com a sufragànies les diòcesis de Marsella, Toló, Aurenja, Sent Paul de Tricastin, Avinyó, Vaison, Cavaillon i Carpentras.
Amb la renaixença carolíngia es va celebrar el concili d'Arle el 813 que va contribuir a restaurar el poder temporal dels bisbats especialment de Marsella i Arle; la recuperació del poder temporal fou afavorida per l'emperador i els seus successors; els béns de l'església van augmentar amb donacions i llegats, i les abadies van passar a dependre dels bisbes que nomenaven als abats o les dirigien personalment. El bisbe Notó va dirigir un concili a Tolosa el 829 (un dels quatre que Lluís el Pietós va organitzar, sent els altres els de Magúncia, París i Lió). Uns anys després Lluís el Pietós fou restablert pels bisbes al concili de Thionville.
Al segle ix i x l'arquebisbat d'Arle tenia l'hegemonia de l'església provençal i es va decantar pels bosònides contra els carolingis. El 878 l'arquebisbe Rostany i el comte Bosó van acollir al papa Joan VIII que havia fugit d'Itàlia; l'octubre de 879 a Mantaille, prop de Valença, Bosó fou consagrat pel papa com a rei de Provença amb el suport de l'arquebisbe d'Arle; dels 23 bisbes provençals només 3 (entre els quals Arle) van donar suport a la proclamació i només 11 van assistir a la coronació. L'arquebisbat fou llavors l'únic metropolita del regne i la reialesa va poder situar al front dels bisbats a clergues de confiança. Els bisbes de Fréjus, Vaison i Venasque residien a Arle on feien de prebosts del capítol. Els bisbes ja no juraven fidelitat al rei sinó a l'arquebisbe; al mateix temps esdevenien grans propietaris; l'inventari conegut de l'arquebisbe Manassès d'Arle mostra que posseïa grans propietats arreu. A la segona meitat del segle x però els arquebisbes van haver de començar a arranjar-se amb les grans famílies comtals i vescomtals que sovint intentaven fer entrar els bisbats al patrimoni familiar.
La diòcesi d'Arle fou reduïda per Sixt IV el 1475, separant-ne Avinyó que fou erigida en metropolitana amb Carpentras, Cavaillon i Vaison com a sufragànies. L'arquebisbat d'Arle fou suprimit el 1801, però restablert sobre el paper l'11 de juny de 1817 en un projecte mai ratificat per les cambres; després del 1822 Arle desaparegué definitivament i l'arquebisbat d'Ais de Provença va passar a ser d'Ais-Arle-Ambrun.

## Llista de bisbes i arquebisbes
- Tròfim d'Arle (vers 240/250 - 253)
- Marcià vers 253-257
- Dionís l'Areopagita (probablement sant Dionís de París)
- sant Règul d'Arle
- Felicíssim (itinerant)
- Tròfim d'Arle vers 270/280 ?
- Desconeguts vers 280-313
- Marí 313-314
- Martí
- Nicasi
- Crescenci
- Valentí 343-347
- Saturni (arrià) 347-361
- Concordi 361-385
- Graci
- Ambrosi
- Martí II
- Ingenu 394-401
- Agustí
- Jerònim
- Saví
- Heros (408 - 412) (nomenat per Constantí III i expulsat per Constanci)
- Patrocle (412 - 426) assassinat pel mestre dels soldats Fèlix
- Hel·ladi o Eladi (426-427).[2]
- sant Honorat (427 - 430)
- Hilari (430 - 449)
- Ravenni (449 - vers 455/462)
- Ausgustal (455-461?)
- Lleonci (vers 462 - 490)
- Eoni o Eó (vers 490 - 502) (mort 16 d'agost de 501 o 502)
- Joan (I) 502
- Cesari (502 - 542)
- Presaius 543
- Auxani 543-546
- Aurelià d'Arle (vers 546 - 550)
- Sabaudus (vers 551 - 586)
- Liceri (586 - 588)
- Pascasi 588
- Virgili d'Arle (588 - 610)
- Cebrià (610-613), dubtós ja que si bé s'esmenta el nom, no es diu que fos arquebisbe
- Florien 613-614
- Desconeguts 614-632
- Teodosi 632-650
- Joan (II) 650-?
- Joan (III) ?-675 (podria ser el mateix que l'anterior)
- Fèlix, esmentat entre 679-682
- Wolbert, Wilbert o Vulbert 683-?
- Anastasi ?-690.
- Austrobert ?
- Aurelià II 705-710
- Policarp 710-720
- Martí (III) 720-725
- Protasi 725-730
- Paul Gemmin 730-737
- Imnodi 737-738
- Jordi 738-740
- Vacant ?
- Ratbert o Rambert 769
- Cavisari
- Wilimaris
- Wiliaris
- Arladis
- Elifant o Elefant o Alfant 788-794
- Luponi
- Rustan (esmentat el 806)
- Joan (II o IV) 811-819
- Notó (820 o 824 - 844 o 850)
- Rotland (852-869) segrestat i mort pels sarraïns el setembre del 869 en una ràtzia a la Camarga.
- Walter ?
- Rostany 870-913
- Vacant 913-914
- Ponç 914 (no va prendre possessió)
- Manassès, nebot d'Hug d'Arle, que a més fou al mateix temps bisbe de tres seus italianes i finalment arquebisbe de Milà (914-962)
- Itier (963-981)
- Anno (981-994), retirat a l'abadia de Cluny.
- Ugo 995-997
- Almaric (997-1005)
- Pons de Marignane (1005–1029)
- Raimbaud de Reillanne (Maig 1030-18 de febrer de 1069
- Aicard (1070-1080 o 1096?)
- Gibelí (1080 o 1099–1107, 1112 or 1115)
- Ató de Bruniquel (6 d'octubre de 1115-6 de març de 1129)
- Bernat Guerí/Garí (1129-2 de març de 1138)
- Guillem Monge (1139?-1 de gener de 1142)
- Ramon de Montredon (1142–1160)
- Ramon de Bollène (1163–1182)
- Pere Isnard (1183–1190)
- Imbert d'Eyguière (9 d'octubre de 1191-20 de juliol de 1202)
- Miquel de Morèse (agost de 1202-21 de juliol de 1217)
- Uc Béroard (27 de març de 1218 - 18 de novembre de 1232)
- Jean Baussan (27 de juliol de 1233 - 24 de novembre de 1258)
- Bertran Malferrat o Bertrand de Malferrat (25 de novembre de 1258-25 de maig de 1262)
- Florent (28 de novembre de 1262-7 de juny de 1266)
- Bertran de Saint-Martin (11 d'octubre de 1266 - juny de 1273)
- Bernat de Languissel (4 de febrer de 1274-1281)
- Bertran Amalric (20 de desembre de 1281-31 de març de 1286)
- Rostany de la Capre (5 d'agost de 1286-22 d'agost de 1303)
- Peire de Ferrières (30 de gener de 1304 - 21 de setembre de 1307)
- Arnaud de Faugères (1307-1309 o 1310)
- Gaillard de Faugères (19 de desembre de 1310-12 de setembre de 1317)
- Gaillard Saumate (1318–1323)
- Gasbert de la Val/du Val (1324–1341)
- Joan de Cardona (1341–1348)
- Esteve Aldebrand (1348–1350)
- Esteve de La Garde (1351–1361)
- Guillem de La Garde (1361–1374)
- Pierre de Cros (1374–1388)
- François de Conzié/Conzieu (1388–1390)
- Joan de Rochechouart (1390–1398)
- vacant 1398-1404
- Artaud de Mélan/Méhelle (1404–1410)
  - Jean Allarmet de Brogny (1410–1423) (també bisbe de Viviers i bisbe d'Òstia) (administrador apostòlic)
- Louis Aleman (Desembre de 1423-25 de maig de 1426) (també bisbe de Magalona)
  - Louis Aleman (25 de maig de 1426-11 d'abril de 1440) (administrador apostòlic)
  - Robert Damiani (28 de maig de 1440-1442) (administrador apostòlic)
  - Barthélémy (26 d'octubre de 1442-1443) (administrador apostòlic)
  - Jean de Bellavalle (20 de novembre de 1443-27 d'octubre de 1447) (administrador apostòlic)
  - Pierre du Lac (27 d'octubre de 1447-?) (bisbe electe)
  - Guillaume d'Estouteville (1449-1449) (administrador apostòlic)
- Louis Aleman (19 de desembre de 1449-16 de setembre de 1450) (2n cop)
  - Pere de Foix (1450–1463) (administrador apostòlic)
- Philippe de Lévis (7 de maig de 1463? - 11 de novembre de 1475) (també arquebisbe d'Auch)
- Eustache de Lévis (1475-22 d'abril de 1489)
- Nicolau de Cibo (1489–1499)
- Jean Ferrier I (1499–1521)
- Jean Ferrier II (1521–1550)
- Jacques du Broullat (1550–1560)
  - Robert de Lenoncourt (7 de febrer de 1560-2 de febrer de 1561) (administrador apostòlic)
- Antoni d'Albon (1561–1562) (també arquebisbe de Lió)
  - Hipòlit d'Este (1562–1566) (administrador apostòlic)
  - Pròsper de Sainte-Croix (1566–1574) (administrador apostòlic)
- Silvio de Sainte-Croix Silvio (1574–1598)
- Oratio Montano (1598–1603)
- Gaspard du Laurent (1603–1630)
- Jean Jaubert de Barrault (20 de juliol de 1630-30 de juliol de 1643)
- François Adhémar de Monteil de Grignan (31 de març de 1644-9 de març de 1689)
- Jean-Baptiste Adhémar de Monteil de Grignan (9 de març de 1689-11 de novembre de 1697)
- François de Mailly (24 de desembre de 1697-12 de juliol de 1710) (també arquebisbe de Reims)
- Jacques II de Forbin-Janson (1711-13 de gener de 1741)
- Jacques Bonne-Gigault de Bellefonds (20 d'agost de 1741-4 de març de 1746) (també bisbe de Bayona i arquebisbe de París)
- Jean-Joseph de Jumilhac (17 d'abril de 1746-20 de febrer de 1775) (també bisbe de Vannes)
- Jean Marie du Lau d'Allemans (1 d'octubre de 1775-2 de setembre de 1792)